# アカヌ・イビアム国際空港
アカヌ・イビアム国際空港（アカヌ・イビアムこくさいくうこう、英: Akanu Ibiam International Airport）もしくはエヌグ空港は、ナイジェリアのエヌグ州州都エヌグにある空港。空港名は医者であり、政治家であったアカヌ・イビアム（1906-1995）の名前からとっている。
ナイジェリア連邦空港庁（FAAN）による空港の大規模改造、拡張の第1段階の工事のため2010年2月10日から閉鎖された 。2010年12月16日に再開したが、現在第2,3段階の国際空港としての拡張工事を行っている。

## 就航路線
| 航空会社                 | 就航地           |
| ------------------------ | ---------------- |
| エアロ・コントラクターズ | ラゴス           |
| アリクエア               | アブジャ, ラゴス |
| エチオピア航空           | アジスアベバ     |